# Орлов, Евгений Васильевич
Евгений Васильевич Орлов (род. 20 июня 1950, Новочеркасск, Ростовская область) — советский и российский военачальник, заместитель командующего Черноморским флотом (2001—2005), вице-адмирал (1998).

## Биография

### Ранние годы
Родился 20 июня 1950 года в городе Новочеркасске Ростовской области.

### Служба на флоте
В ВМФ с 1967 года. Окончил корабельный факультет Черноморского высшего военно-морского училища им. П. С. Нахимова (1967—1972). После окончания училища служил в 30-й дивизии противолодочных кораблей Черноморского флота. За это время последовательно прошел должности командира зенитно-ракетной батареи большого противолодочного корабля «Очаков», командира ракетно-артиллерийской боевой части сторожевого корабля «Беззаветный», старшего помощника командира эскадренного миноносца «Беспощадный».
В 1980 году окончил Высшие специальные офицерские классы ВМФ, после чего служил старшим помощником командира больших противолодочных кораблей «Очаков» и «Азов».
После окончания в 1984 году  Военно-морской академии им. А. А. Гречко командовал большими противолодочными кораблями «Керчь» (1984-1985) и «Очаков» (1986-1988). Неоднократно выполнял задачи боевой службы, совершил заходы в иностранные порты на Кубе, в Стамбул, Тартус, Варну. В 1988 году ему было досрочно присвоено воинское звание капитана 1-го ранга.
1988—1989 годы — начальник штаба 11-й бригады противолодочных кораблей. С 1989 по 1992 год командовал 68-й бригадой кораблей охраны водного района базы флота Севастополя. 1992—1995 годы — начальник штаба Крымской военно-морской базы. В 1994 году ему было присвоено воинское звание контр-адмирала.
В 1995 году был назначен командиром формируемого Новороссийского военно-морского района, а в 1997 году — первым командиром воссозданной Новороссийской военно-морской базы. Руководил созданием системы базирования сил ВМФ на Кавказском побережье Чёрного моря. В 1998 году было присвоено воинское звание вице-адмирала.
2001—2005 годы — заместитель командующего Черноморским флотом. По поручению вышестоящего руководства участвовал в переговорном процессе с Украиной по проблемам Черноморского флота. Принимал непосредственное участие в выводе после длительного перерыва Черноморского флота в Мировой океан.
Командиром отряда боевых кораблей на гвардейском ракетном крейсере «Москва» совершил дальние походы во Францию, Сирию, Египет и Индию. Руководил совместными международными морскими учениями с ВМС Индии и Франции.
В 2005 году уволен в запас в связи с достижением предельного возраста состояния на воинской службе.

### После службы
С 2012 года — ведущий инспектор Группы инспекторов Объединённого стратегического командования Южного военного округа МО РФ.
Принимает самое активное участие в работе ветеранских организаций, в работе с молодежью по патриотическому воспитанию.
Председатель Новороссийского регионального отделения Российского морского собрания

### Семья
Женат, имеет сына и дочь

## Награды
- Орден «За военные заслуги»
- Орден «За морские заслуги» (22.07.2004)[1]
- Орден «За службу Родине в Вооружённых Силах СССР» III степени
- Медаль «За боевые заслуги»
- Медаль «За укрепление боевого содружества»
- Юбилейная медаль «300 лет Российскому флоту»
- Медаль «Ветеран Вооружённых Сил СССР»
- Юбилейная медаль «50 лет Вооружённых Сил СССР»
- Юбилейная медаль «60 лет Вооружённых Сил СССР»[2]
- Юбилейная медаль «70 лет Вооружённых Сил СССР»[3]
- Медаль «За безупречную службу» I степени
- Медаль «За безупречную службу» II степени
- Медаль «За ратную доблесть»
- Медаль «Адмирал Кузнецов»
- Медаль «Адмирал Горшков»
- Нагрудный Знак МО СССР «За боевое траление»
- Нагрудный Знак «За дальний поход»